# Gaststätte Waldfrieden (Neindorf)

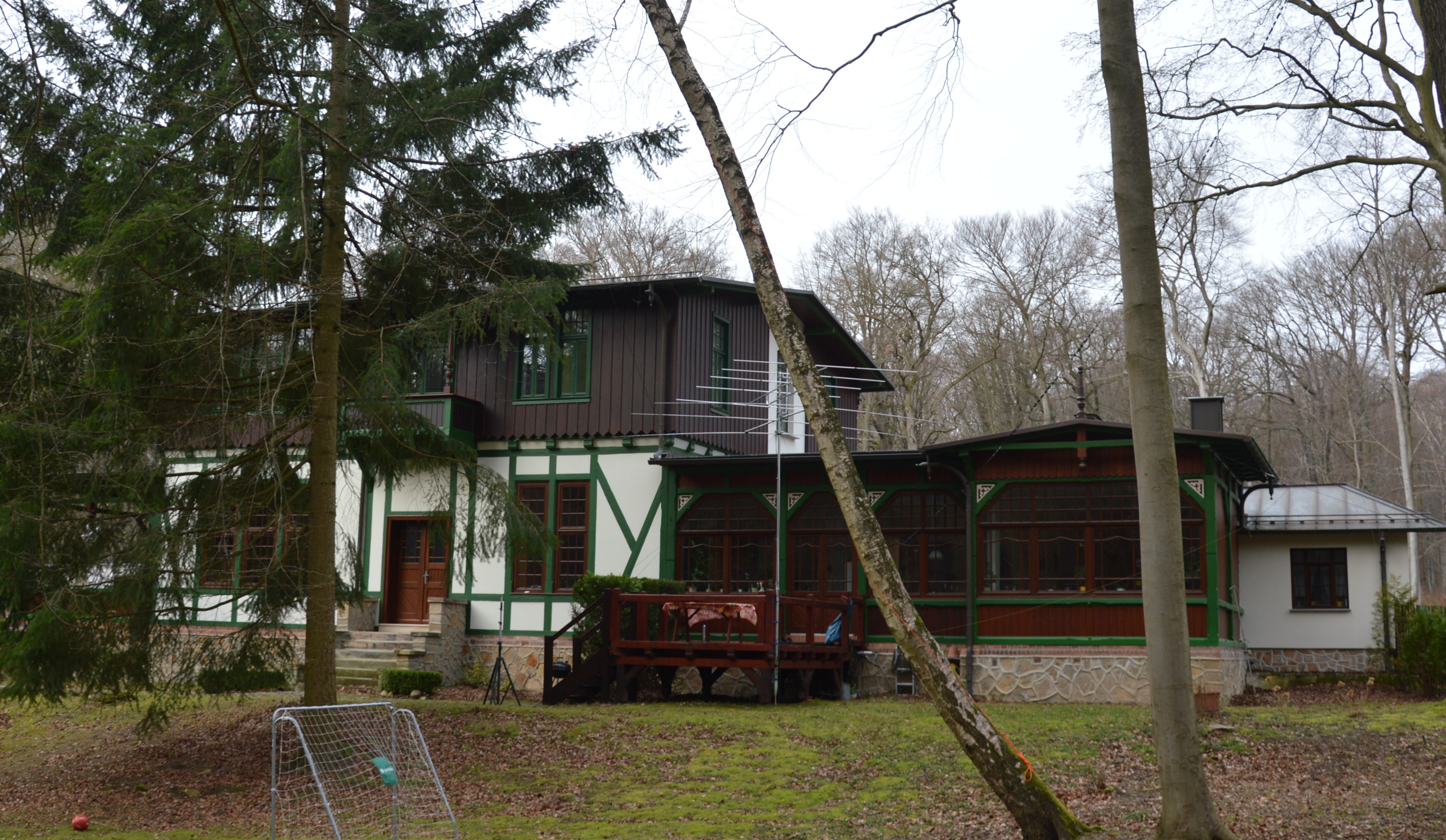
Gaststätte Waldfrieden, Blick von Südwesten

Die Gaststätte Waldfrieden ist ein denkmalgeschütztes Gebäude im zur Stadt Oschersleben (Bode) gehörenden Ortsteil Neindorf in Sachsen-Anhalt. Das Gebäude wird heute (Stand 2016) als Wohnhaus genutzt.

## Lage
Das Gebäude befindet sich im Zentrum des Hohen Holzes an der Adresse Waldfrieden 1 nördlich der durch das Waldgebiet führenden Straße, in der Nähe deren östlichen Endes.

## Architektur und Geschichte
Die Gaststätte entstand in der Zeit um 1900 in Fachwerkbauweise errichtet und wurde als Ausflugsgaststätte betrieben. Sie verfügte über mehrere Säle. Im Gebäude ist eine größere Zahl qualitätsvoller aus der Bauzeit des Hauses stammender Fenster erhalten.
Im örtlichen Denkmalverzeichnis ist das Gebäude unter der Erfassungsnummer 094 55881 als Gaststätte verzeichnet. In der Vergangenheit bestand als Adresse auch die Hubertushöhe 2.